# كيروس فاساراس
كيروس فاساراس (باليونانية: Κύρος Βασσάρας)‏ ، من مواليد 1 فبراير 1966 ، حكم كرة قدم يوناني دولي.
حكم في كأس الأمم الأوروبية لكرة القدم 2008.

## روابط خارجية
- كيروس فاساراس على موقع IMDb (الإنجليزية)
- كيروس فاساراس على موقع Soccerway.com (الإنجليزية)
- كيروس فاساراس على موقع اللجنة الأولمبية الدولية (الإنجليزية)
- كيروس فاساراس على موقع أوليمبيديا (الإنجليزية)